# Henry Friedlander
Henry Friedlander, ursprünglich Heinz Egon Friedländer (* 24. September 1930 in Berlin; † 17. Oktober 2012 in Bangor, Maine), war ein US-amerikanischer Historiker, Hochschullehrer und Autor deutscher Herkunft. Friedlander war aufgrund seiner jüdischen Herkunft Häftling in mehreren Konzentrationslagern und Überlebender des Holocaust.

## Leben
Heinz Friedländer wurde am 24. Oktober 1941 gemeinsam mit seinen Eltern Dr. med. Bernhard Fritz Friedländer und Ruth Friedländer, geb. Löwenthal, mit einem der ersten Sonderzüge vom Bahnhof Berlin-Grunewald ins Ghetto Litzmannstadt deportiert. Von dort wurde Friedländer weiter ins Vernichtungslager KZ Auschwitz-Birkenau, das KZ Neuengamme, das KZ-Außenlager Drütte und zuletzt das KZ Wöbbelin überstellt. Seine Mutter wurde 1944 im Konzentrationslager ermordet, sein Vater und er selbst überlebten den Holocaust.
Nach der Befreiung vom Nationalsozialismus und dem Kriegsende wanderte Friedländer 1947 in die Vereinigten Staaten aus und änderte seinen Namen in Henry Friedlander. 1952 wurde er amerikanischer Staatsbürger. Bald nach Ankunft in den Vereinigten Staaten absolvierte Friedlander ein Geschichtsstudium, das er 1954 an der University of Pennsylvania mit dem M.A. abschloss. Danach forschte und lehrte er an mehreren Universitäten und promovierte 1968 zum Dr. phil. mit der Dissertation: The German Revolution of 1918. Ab 1970 widmete sich Friedlander schwerpunktmäßig der Holocaustforschung sowie Untersuchungen zum NS-Regime. Von 1975 bis 2001 war Friedlander Professor für Judaistik am Brooklyn College der City University of New York. Von 2001 bis 2007 war Friedlander Vorsitzender einer elfköpfigen internationalen Expertenkommission, die ehrenamtlich die Neukonzeption des Dokumentationszentrums KZ Bergen-Belsen beratend begleitete.
Für sein 1995 erschienenes Werk The Origins of Nazi Genocide. From Euthanasia to the Final Solution (deutsche Fassung 1997 Der Weg zum NS-Genozid. Von der Euthanasie zur Endlösung) erhielt er durch das Simon Wiesenthal Zentrum den Bruno Brand Tolerance Book Award und den DAAD-Buchpreis der German Studies Association. In diesem wegweisenden Werk stellte Friedlander fest, dass „die Ideologie, der Entscheidungsprozess, das Personal und die Tötungstechnik die Euthanasie mit der ‚Endlösung’ verbanden“.
Friedlander, der selbst themenbezogene Fachbücher publizierte, war Mitherausgeber der Sammelbände:
- Der Holocaust: Ideologie, Bürokratie und Völkermord, 1980
- Jahrbücher des Simon-Wiesenthal-Zentrums, 1984–1990
- Ausgabe des Holocaust-Archivs (26 Bände), 1988–1993